# Berta de Savoia
Berta de Saboia, també dita Berta de Torí (21 de setembre de 1051 – Magúncia, 27 de desembre de 1087), va ser la primera esposa de l'emperador Enric IV del Sacre Imperi Romanogermànic, de la Casa de Savoia, va ser reina consort alemanya i emperadriu del Sacre Imperi Romanogermànic. Està enterrada a la Catedral de Spira.

## Vida
Berta de Saboya era filla d'Otó I de Saboia (també dit Oddone) i d'Adelaida de Susa. Els seus avis materns eren Ulric Manfred II de Torí i Berta d'Obertenghi.
Essent menor d'edat, durant el regnat d'Enric III el Negre del Sacre Imperi, Enric IV i Berta es van comprometre el 25 de desembre de 1055 a Zúric. El seu casament va tenir lloc el 13 de juliol de 1066 a Trebur. Segons el cronista saxó Bru de Merseburg, un declarat oponent a l'Emperador, l'Emperador li va ser infidel de forma continuada: «Tenia dues o tres Kebsweiber ('concubines') al mateix temps, però no estava content. […] Enric no havia celebrat aquest casament per voluntat pròpia».
Berta morí el 27 de desembre de 1087 a Magúncia.

## Fills
Del seu matrimoni amb Enric tingué cinc fills:
- Adelaida (1070 – 4 de juny de 1079).
- Enric (1071 – 2 d'agost de 1071).
- Agnès d'Alemanya (1072/73 – 24 de setembre de 1143).
- Conrad (12 de febrer de 1074 – 27 de juliol de 1101), posteriorment rei del Sacre Imperi i rei d'Itàlia.
- Enric V del Sacre Imperi Romanogermànic (8 de gener de 1086 – 23 de maig de 1125), posteriorment rei del Sacre Imperi.